# وست فورک
رودخانهٔ وست فورک (به انگلیسی: West Fork) انشعاب اصلی رودخانه منانگهیلا است، که ۱۶۶ کیلومتر طول دارد و در شمال مرکز ایالت ویرجینیای غربی در ایالات متحدهٔ آمریکا قرار دارد. این رودخانه از راه رودخانه‌های منانگهیلا و اُهایو بخشی از حوضه آبریز رودخانهٔ میسیسیپی است که منطقه‌ای به مساحت ۲۲۸۴ کیلومتر مربع را در بخش‌های غیر یخ زدهٔ فلات الیگینی آبیاری می‌کند. سرچشمهٔ این رودخانه در موقعیت جغرافیایی ۳۸°۵۱′۰۸″ شمالی ۸۰°۲۱′۳۲″ غربی / ۳۸٫۸۵۲۲۲°شمالی ۸۰٫۳۵۸۸۹°غربی و دهانهٔ آن در موقعیت جغرافیایی ۳۹°۲۷′۵۳″ شمالی ۸۰°۰۹′۱۱″ غربی / ۳۹٫۴۶۴۷۲°شمالی ۸۰٫۱۵۳۰۶°غربی قرار دارد.